# Parque Norte (Madrid)
El parque Norte-Carmen Tagle es un parque urbano ubicado en el barrio de La Paz, en el distrito de Fuencarral-El Pardo, en Madrid, España.
El parque Norte fue inaugurado por el alcalde José Luis Álvarez y Álvarez en 1978. En mayo de 2018 el Parque cambió su nombre por el compuesto actual para rendir homenaje a Carmen Tagle, fiscal española asesinada por la banda terrorista ETA en 1989 en las proximidades del parque.
Está delimitado por la avenida de Monforte de Lemos y las calles de Arzobispo Morcillo, Antonio López Aguado, Finisterre y Pedro Rico.
Dentro del parque se encuentra el centro cultural Valle-Inclán, y en sus inmediaciones el hospital La Paz, la facultad de Medicina de la Universidad Autónoma de Madrid y el complejo Cuatro Torres Business Area. También se encuentran en el parque esculturas de diferentes personalidades latinoamericanas.

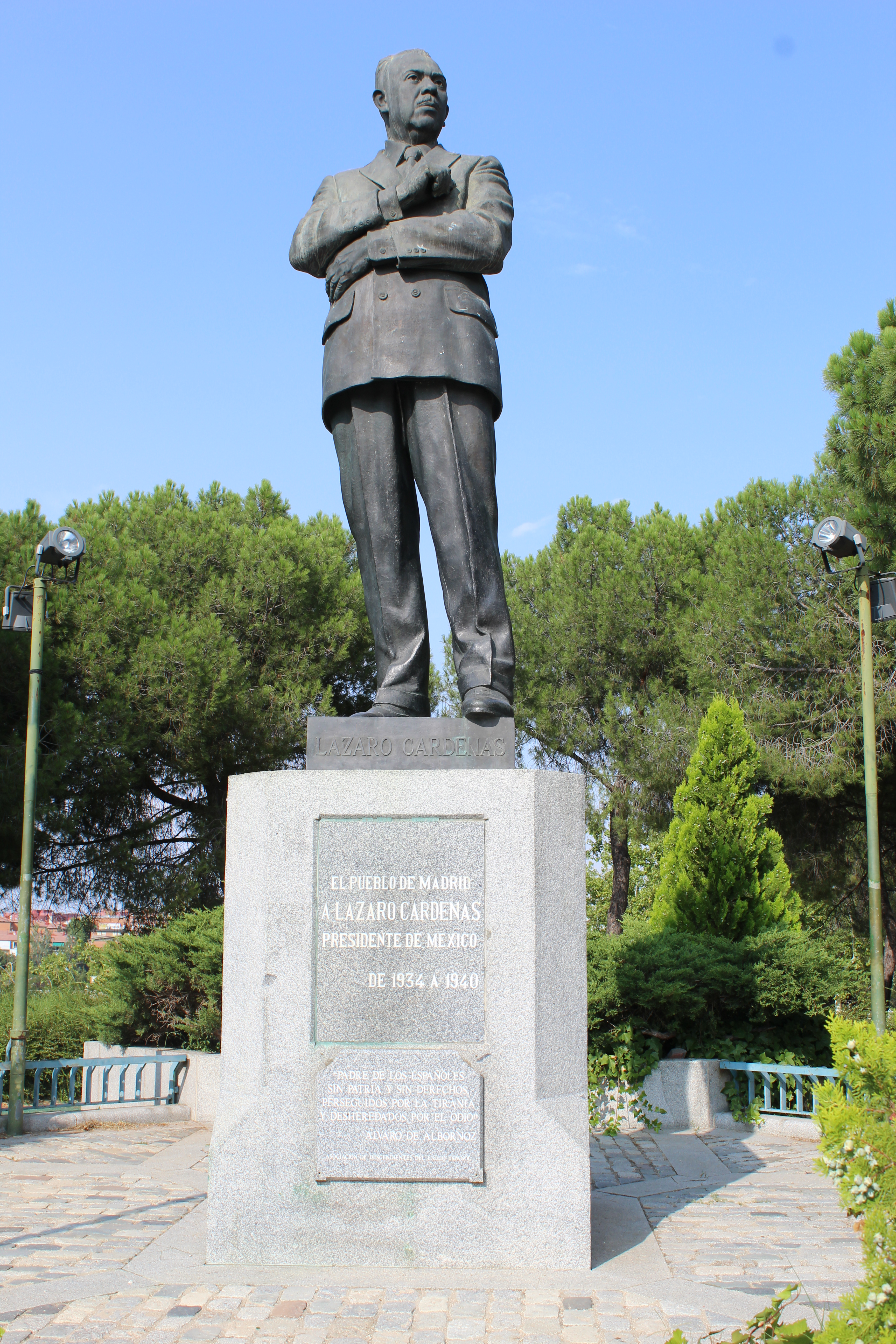
Presidente Lázaro Cárdenas
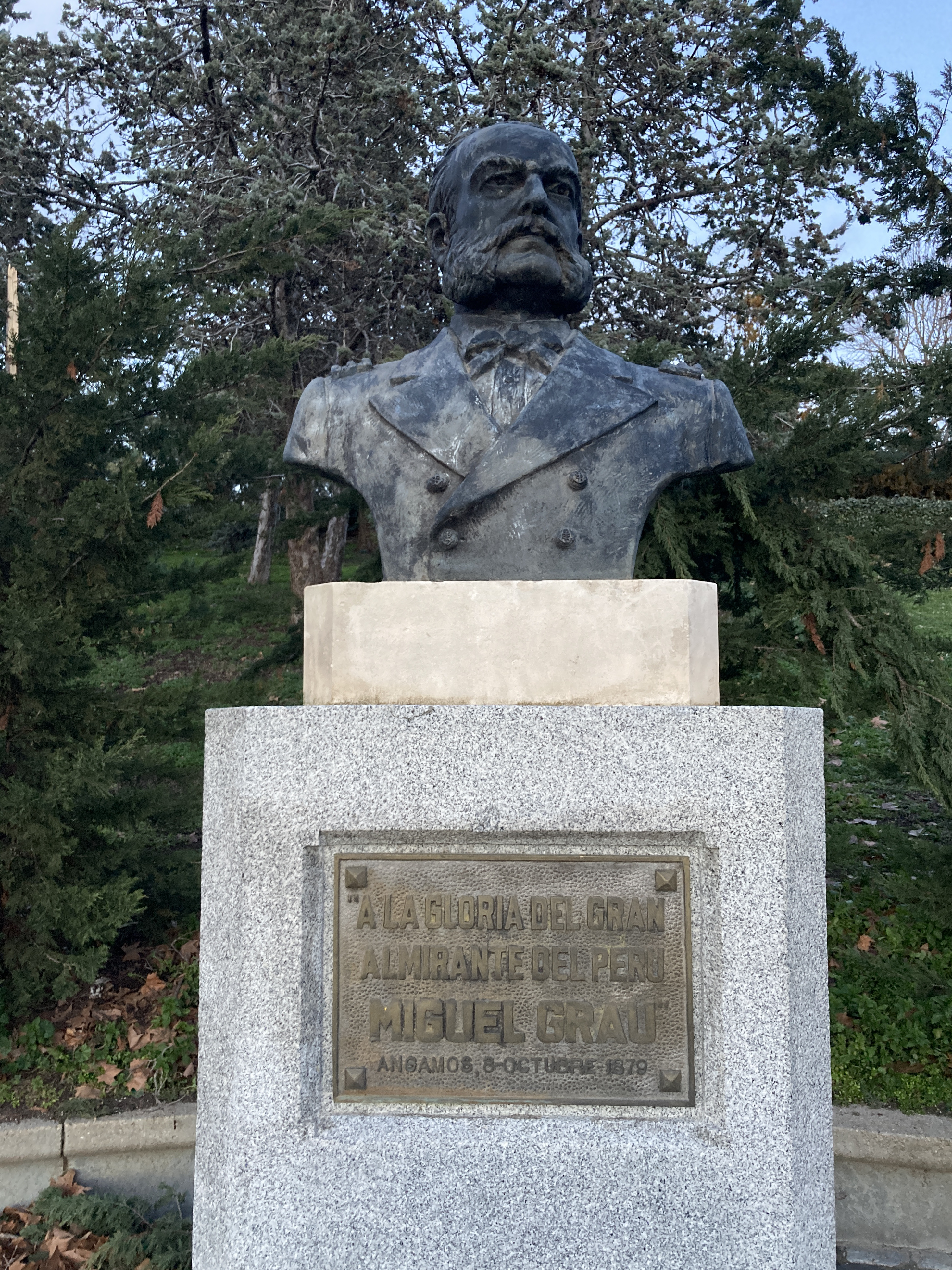
Almirante Miguel Grau
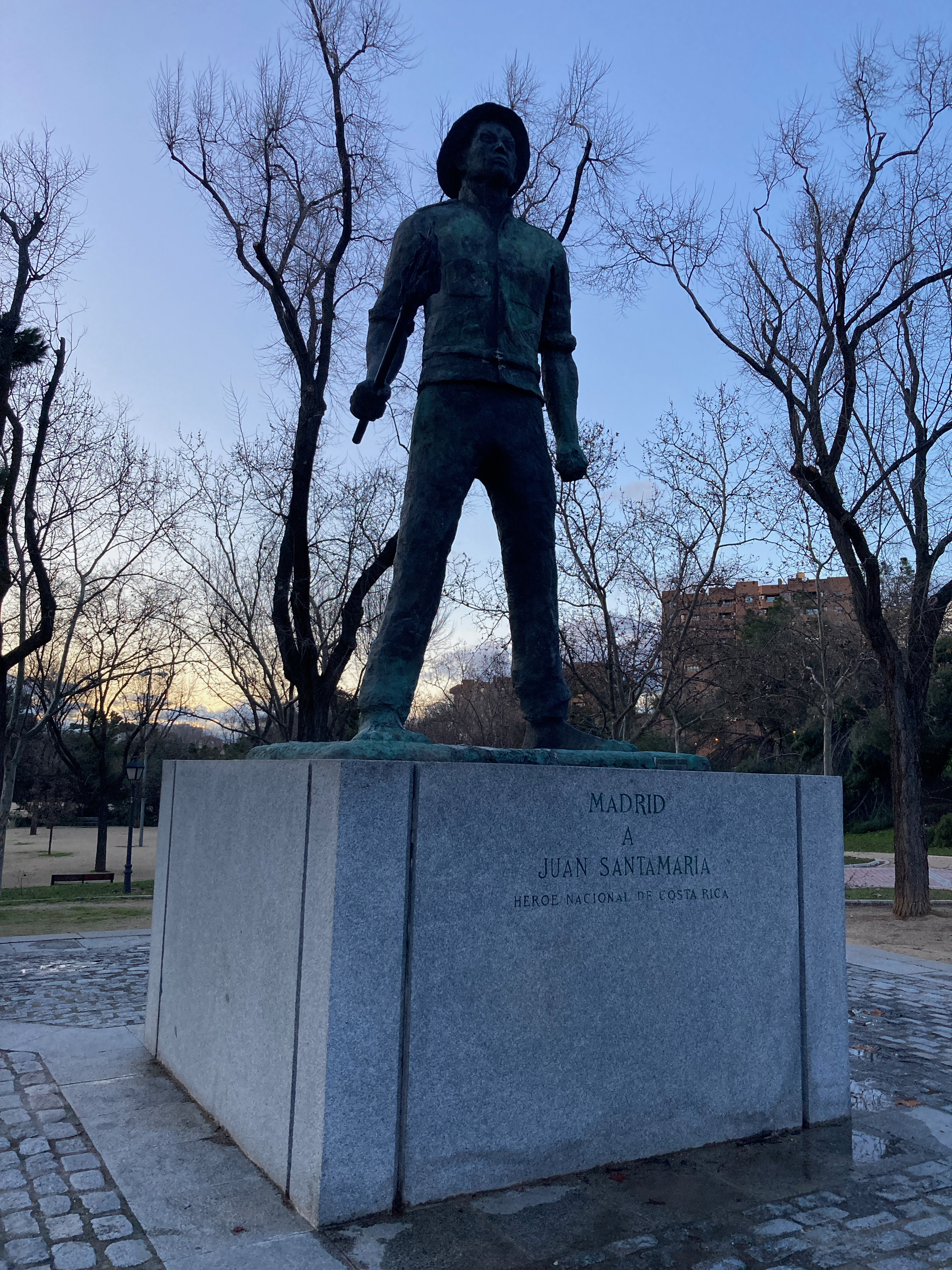
Juan Santamaría
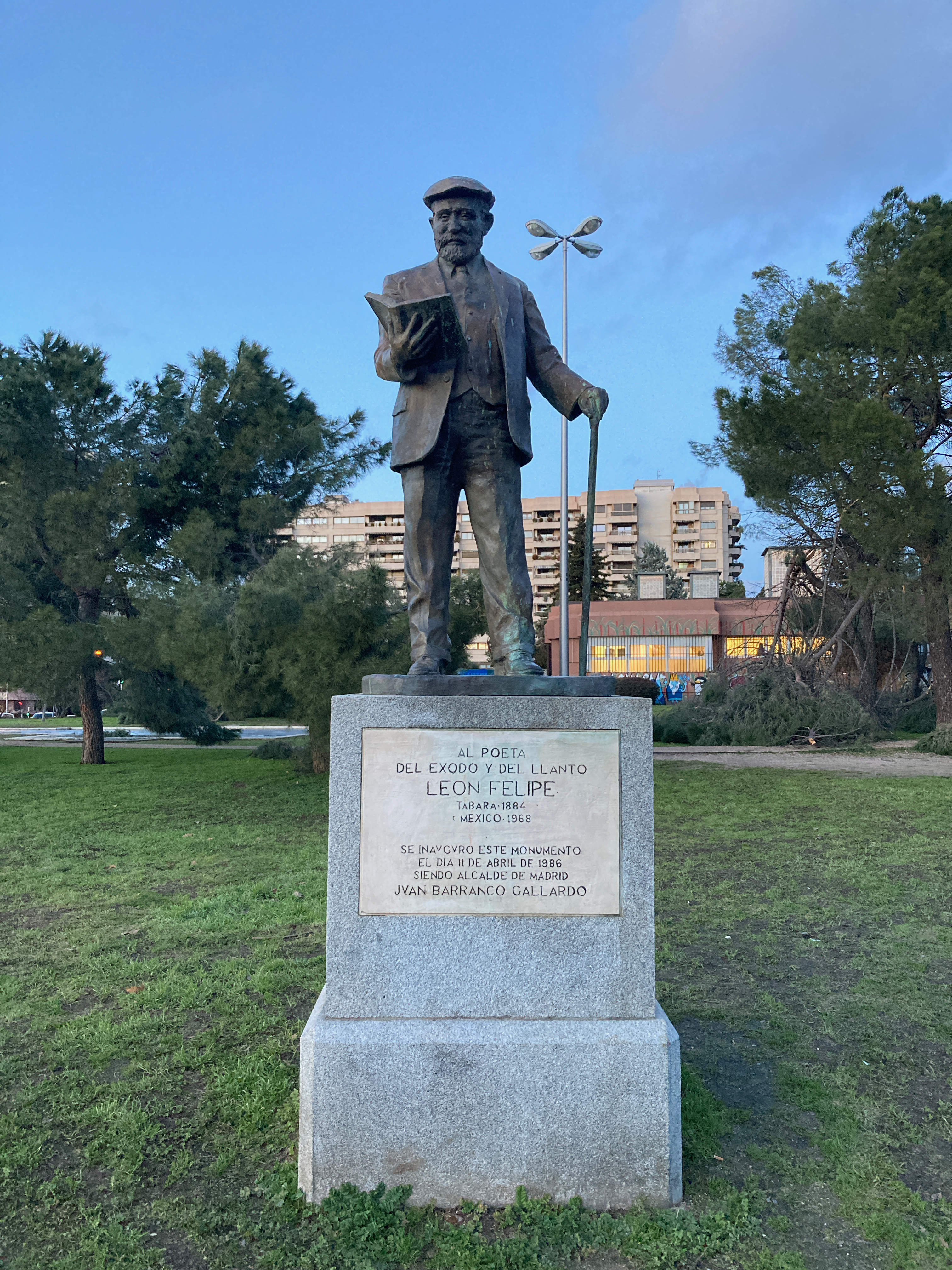
León Felipe